# Преобразование Вейерштрасса
В математике преобразование Вейерштрасса функции f : R → R, названное в честь Карла Вейерштрасса, представляет собой «сглаженную» версию f(x), полученную путём усреднения значений f, взвешенных с помощью гауссиана с центром в точке x.
В частности, это функция F, определённая формулой
{\displaystyle F(x)={\frac {1}{\sqrt {4\pi }}}\int _{-\infty }^{\infty }f(y)\;e^{-{\frac {(x-y)^{2}}{4}}}\;dy={\frac {1}{\sqrt {4\pi }}}\int _{-\infty }^{\infty }f(x-y)\;e^{-{\frac {y^{2}}{4}}}\;dy~,}
то есть свёртка f с функцией Гаусса
{\displaystyle {\frac {1}{\sqrt {4\pi }}}e^{-x^{2}/4}~.}
Коэффициент 1/√(4π) выбран так, чтобы общий интеграл гауссиана был равен 1, вследствие чего постоянные функции не изменяются преобразованием Вейерштрасса.
Вместо F(x) также пишется W[f](x). Заметим, что F(x) не обязательно должно существовать для каждого действительного числа x, когда определяющий интеграл не сходится.
Преобразование Вейерштрасса тесно связано с уравнением теплопроводности (или, что эквивалентно, уравнению диффузии с постоянным коэффициентом диффузии). Если функция f описывает начальную температуру в каждой точке бесконечно длинного стержня, который имеет постоянную теплопроводность, равную 1, то распределение температуры стержня через единицу времени t = 1 будет задано функцией F. Используя значения t, отличные от 1, мы можем определить обобщённое преобразование Вейерштрасса для f.
Обобщённое преобразование Вейерштрасса предоставляет средство для сколь угодно хорошей аппроксимации заданной интегрируемой функции f аналитическими функциями.

## Названия
Вейерштрасс использовал это преобразование в своём первоначальном доказательстве теоремы Вейерштрасса — Стоуна. Оно также известно как преобразование Гаусса или преобразование Гаусса-Вейерштрасса в честь Карла Гаусса и как преобразование Хилле в честь Эйнара Хилле, который его тщательно изучал. Обобщение преобразования Вейерштрасса, упомянутое ниже, известно в обработке сигналов как фильтр Гаусса, а в обработке изображений (при реализации на R2) как размытие по Гауссу.

## Преобразования некоторых важных функций
Как упоминалось выше, каждая постоянная функция является собственным преобразованием Вейерштрасса. Преобразование Вейерштрасса любого многочлена является многочленом той же степени и фактически тем же ведущим коэффициентом (асимптотическое разложение не меняется). Действительно, если Hn обозначает многочлены Эрмита степени n, тогда преобразование Вейерштрасса Hn(x/2) — это просто xn. Это можно показать, используя тот факт, что производящая функция последовательности для многочленов Эрмита тесно связана с ядром Гаусса, используемым в определении преобразования Вейерштрасса.
Преобразованием Вейерштрасса функции eax (где a является произвольной константой) является ea2 eax. Функция eax таким образом, является собственной функцией преобразования Вейерштрасса. (Это, на самом деле, в более общем случае верно для всех свёрточных преобразований.)
Установив a=bi, где i является мнимой единицей, и применив тождество Эйлера, можно увидеть, что преобразование Вейерштрасса функции cos(bx) равно e−b2 cos(bx), а преобразование Вейерштрасса функции sin(bx) равна e−b2 sin(bx).
Преобразование Вейерштрасса функции eax2 имеет вид
{\displaystyle {\frac {1}{\sqrt {1-4a}}}e^{\frac {ax^{2}}{1-4a}}}, если a < 1/4, и не определено, если a ≥ 1/4.
В частности, при выборе отрицательного значения очевидно, что преобразование Вейерштрасса гауссовой функции снова является гауссовой функцией, но «более широкой».

## Общие свойства
Преобразование Вейерштрасса ставит в соответствие каждой функции f новую функцию F; это соответствие является линейным. Оно также является трансляционно-инвариантным, что означает, что преобразованием функции f(x + a) является F(x + a). Оба эти факта в более общем случае справедливы для любого интегрального преобразования, определённого с помощью свёртки.
Если преобразование F(x) существует для действительных чисел x = a и x = b, тогда оно также существует для всех промежуточных действительных значений и образует там аналитическую функцию; кроме того, F(x) будет существовать для всех комплексных чисел x с a ≤ Re(x) ≤ b и образует голоморфную функцию на этой полоске комплексной плоскости. Это формальное утверждение о «гладкости» F, упомянутой выше.
Если функция f интегрируема по всей вещественной оси (то есть f ∈ L1(R)), то это справедливо и для её преобразования Вейерштрасса F, и если, кроме того, f(x) ≥ 0 для всех x, тогда также F(x) ≥ 0 для всех x и интегралы от f и F равны. Это выражает физический факт, что полная тепловая энергия или тепло сохраняется уравнением теплопроводности или что общее количество диффундирующего вещества сохраняется уравнением диффузии.
Используя вышесказанное, можно показать, что для 0 < p ≤ ∞ и f ∈ Lp(R), мы имеем F ∈ Lp(R) и ||F||p ≤ ||f||p. Следовательно, преобразование Вейерштрасса даёт ограниченный оператор W : Lp(R) → Lp(R).
Если f является достаточно гладкой, тогда преобразование Вейерштрасса k-й производной функции f равно k-ой производной преобразования Вейерштрасса от f.
Существует формула, связывающая преобразование Вейерштрасса W и двустороннее преобразование Лапласа L. Если мы определяем
{\displaystyle g(x)=e^{-{\frac {x^{2}}{4}}}f(x),}
тогда
{\displaystyle W[f](x)={\frac {1}{\sqrt {4\pi }}}e^{-x^{2}/4}L[g]\left(-{\frac {x}{2}}\right).}

### Фильтр нижних частот
Мы видели выше, что преобразованием Вейерштрасса cos(bx) является e−b2 cos(bx), и аналогично для sin(bx). В терминах обработки сигналов это говорит о том, что если сигнал f содержит частоту b (то есть содержит слагаемое, представляющее собой комбинацию sin(bx) и cos(bx)), тогда преобразованный сигнал F будет содержать ту же частоту, но с амплитудой, умноженной на коэффициент e−b2. Это приводит к тому, что более высокие частоты уменьшаются больше, чем более низкие, и, таким образом, преобразование Вейерштрасса действует как фильтр нижних частот. Это также можно показать с помощью преобразования Фурье. Преобразование Фурье анализирует сигнал с точки зрения его частот, преобразует свёртки в произведения и преобразует функцию Гаусса в функцию Гаусса. Преобразование Вейерштрасса является свёрткой с гауссианом и, следовательно, произведением преобразования Фурье сигнала и гауссиана, с последующим применением обратного преобразования Фурье. Это умножение на гауссиан в частотном пространстве смешивает высокие частоты, что является другим способом описания свойства «сглаживания» преобразования Вейерштрасса.

## Обратное преобразование
Относительно легко установить следующую формулу, тесно связанную с преобразованием Лапласа функции Гаусса и действительным аналогом трансформации Хаббарда–Стратоновича:
{\displaystyle e^{u^{2}}={\frac {1}{\sqrt {4\pi }}}\int _{-\infty }^{\infty }e^{-uy}e^{-y^{2}/4}\;dy.}
Теперь заменим в ней u оператором формального дифференцирования D = d/dx и используем оператор сдвига Лагранжа
{\displaystyle e^{-yD}f(x)=f(x-y)},
(следствие формулы ряда Тейлора и определения показательной функции), чтобы получить
{\displaystyle {\begin{aligned}e^{D^{2}}f(x)&={\frac {1}{\sqrt {4\pi }}}\int _{-\infty }^{\infty }e^{-yD}f(x)e^{-y^{2}/4}\;dy\\&={\frac {1}{\sqrt {4\pi }}}\int _{-\infty }^{\infty }f(x-y)e^{-y^{2}/4}\;dy=W[f](x)\end{aligned}}}

чтобы таким образом получить следующее формальное выражение для преобразования Вейерштрасса W,
| {\displaystyle W=e^{D^{2}}~,} |где оператор справа следует понимать как действующий на функцию f(x) как
{\displaystyle e^{D^{2}}f(x)=\sum _{k=0}^{\infty }{\frac {D^{2k}f(x)}{k!}}~.}
Приведённый выше формальный вывод скрывает детали сходимости, а формула W = eD2, таким образом, не является универсальной; существует несколько функций f, которые имеют чётко определённое преобразование Вейерштрасса, но для которых eD2f(x) не может быть определено осмысленно.
Тем не менее, правило всё ещё довольно полезно и может, например, использоваться для получения преобразований Вейерштрасса полиномов, экспоненциальных и тригонометрических функций, упомянутых выше.
Таким образом, формальное обратное преобразование Вейерштрасса задаётся формулой
{\displaystyle W^{-1}=e^{-D^{2}}~.}
Эта формула не является универсальной, но может служить руководством. Можно показать, что она корректна для определённых классов функций, если правильно определён оператор правой части.
В качестве альтернативы можно попытаться обратить преобразование Вейерштрасса немного другим способом: учитывая аналитическую функцию
{\displaystyle F(x)=\sum _{n=0}^{\infty }a_{n}x^{n}~,}
применить W−1 для получения
{\displaystyle f(x)=W^{-1}[F(x)]=\sum _{n=0}^{\infty }a_{n}W^{-1}[x^{n}]=\sum _{n=0}^{\infty }a_{n}H_{n}(x/2),}
ещё раз используя фундаментальное свойство многочленов Эрмита Hn.
Опять же, эта формула для f(x) в лучшем случае формальна, поскольку не проверялось, сходится ли конечный ряд. Но если, например, f ∈ L2(R), то знание всех производных от F в x = 0 достаточно для получения коэффициентов an; таким образом, можно представить f в виде ряда многочленов Эрмита.
Третий метод обращения преобразования Вейерштрасса использует его связь с преобразованием Лапласа, упомянутым выше, и хорошо известной формулой обращения преобразования Лапласа. Результат приведён ниже для распределений.

## Обобщения
Мы можем использовать свёртку с ядром Гаусса {\textstyle {\frac {1}{\sqrt {4\pi t}}}e^{-{\frac {x^{2}}{4t}}}} (для t > 0) вместо {\textstyle {\frac {1}{\sqrt {4\pi }}}e^{-{\frac {x^{2}}{4}}}}, таким образом определяя оператор Wt обобщённого преобразования Вейерштрасса.
При малых значениях t Wt[f] очень близко к f, но гладко. Чем больше t, тем больше этот оператор усредняет и изменяет f. Физически, Wt соответствует уравнению теплопроводности (или диффузии) для единицы времени t и аддитивно:{\displaystyle W_{s}\circ W_{t}=W_{s+t},}то есть "диффузия для единицы времени t, а затем единицы времени s, эквивалентна диффузии для единицы времени s + t ". Можно распространить это на t = 0, установив W0 тождественным оператором (то есть свёрткой дельта-функции) и таким образом получив полугруппу операторов.
Ядро {\textstyle {\frac {1}{\sqrt {4\pi t}}}e^{-{\frac {x^{2}}{4t}}},} используемое для обобщённого преобразования Вейерштрасса, иногда называют ядром Гаусса-Вейерштрасса, это функция Грина для уравнения диффузии {\displaystyle (\partial _{t}-D^{2})(e^{tD^{2}}f(x))=0} на R.
Wt может быть вычислен из W: задана функция f(x), определим новую функцию ft(x) = f(x√t); тогда Wt[f](x) = W[ft](x/√t), что является следствием правила замены переменной.
Преобразование Вейерштрасса также может быть определено для обобщённой функции. Например, преобразование Вейерштрасса дельта-функции является гауссианом{\textstyle {\frac {1}{\sqrt {4\pi }}}e^{-x^{2}/4}}.
В этом контексте могут быть доказаны строгие формулы обращения, например,{\displaystyle f(x)=\lim _{r\to \infty }{\frac {1}{i{\sqrt {4\pi }}}}\int _{x_{0}-ir}^{x_{0}+ir}F(z)e^{\frac {(x-z)^{2}}{4}}\;dz}где x0 — любое фиксированное действительное число, для которого F(x0) существует, интеграл простирается по вертикальной линии в комплексной плоскости с вещественной частью x0, и предел следует принимать в смысле распределений.
Кроме того, преобразование Вейерштрасса может быть определено для вещественных (или комплексных) функций (или распределений), определённых на Rn. Мы используем ту же формулу свёртки, что и выше, но интерпретируем интеграл как распространяющийся на всё Rn и выражение (x − y)2 как квадрат евклидовой длины вектора x − y; множитель перед интегралом должен быть скорректирован так, чтобы общий интеграл гауссиана был равен 1.
В более общем смысле, преобразование Вейерштрасса может быть определено на любом Римановом пространстве: уравнение теплопроводности может быть сформулировано там (используя оператор Лапласа — Бельтрами), и преобразование Вейерштрасса W[f] получается путём решения уравнения теплопроводности за единицу времени, начиная с начального «распределения температуры» f.

## Связанные преобразования
Если рассматривать свёртку с ядром 1/(π(1 + x2)) вместо гауссиана, получается ядро Пуассона, которое сглаживает и усредняет заданную функцию способом, аналогичным преобразованию Вейерштрасса.